# Krötenschnecke
Die Krötenschnecke oder Gemeine Froschschnecke (Bufonaria rana) ist eine mittelgroße räuberisch lebende Schnecke aus der Familie der Froschschnecken (Gattung Bufonaria), die im Westpazifik verbreitet ist.

## Merkmale
Das mit bis zu 9 cm, meist bis 7,5 cm Höhe mäßig große Schneckenhaus von Bufonaria rana hat ein kegelförmiges, erhobenes Gewinde und vorragende, bisweilen stachelige Varicen. Es ist mit fein körnigen spiraligen Fäden und stacheligen Knoten skulpturiert. Über den Körperumgang verlaufen zwei Reihen von Knoten, von denen die untere kleiner sein kann. Die äußere Lippe ist gezähnt. Die Spindel besitzt keinen kallösen parietalen Schild und ist nur schwach glasiert. Die untere Hälfte der Spindel zum Siphonalkanal hin ist fein gezähnt. Die spiraligen Fäden des Körperumgangs setzen sich zur oberen Hälfte der Spindel fort. Der Siphonalkanal kann unterschiedlich lang sein – mäßig lang oder auch sehr lang. Die äußere Lippe und die Spindel sind gezähnt und umgeschlagen, doch können die Umfaltungen in der Mitte der Spindel verloren gehen. Die Oberfläche des Schneckenhauses ist cremig bis weiß mit braunen Flecken, die Gehäusemündung entweder weiß, gelb oder rötlich orange.

## Verbreitung und Lebensraum
Bufonaria rana ist im tropischen westlichen Pazifischen Ozean von Indonesien bis Polynesien und von Japan bis zum südlichen Queensland verbreitet, nicht jedoch in den Philippinen. Die Schnecke findet sich vor allem auf schlammigen und schlammig sandigen Untergründen des Kontinentalschelfs bis unter der Gezeitenzone.

## Lebenszyklus
Wie andere Froschschnecken ist Bufonaria rana getrenntgeschlechtlich. Das Männchen begattet das Weibchen mit seinem Penis. Aus den Eiern schlüpfen Veliger-Larven, die bis zur Metamorphose zur fertigen Schnecke als Plankton leben.

## Nahrung
Bufonaria rana ernährt sich insbesondere von Schlangensternen, aber auch von Aas. Letzteres ermöglicht ihr das Überleben in stark geschädigten Gewässern, wo keine geeignete lebende Beute mehr verfügbar ist.